# Liège-Bastogne-Liège 2007
93. edycja klasyku Liège-Bastogne-Liège odbyła się 29 kwietnia na trasie długości 262 kilometrów. Wyścig wygrał Włoch Danilo di Luca.

## Klasyfikacja końcowa:Liège-Ans, 262 km
|    | Zawodnik           | Kraj       | Drużyna               | Czas      | Punkty UCI ProTour |
| -- | ------------------ | ---------- | --------------------- | --------- | ------------------ |
| 1  | Danilo Di Luca     | Włochy     | Liquigas              | 6h 37'24" | 50                 |
| 2  | Alejandro Valverde | Hiszpania  | Caisse d’Épargne      | +0.03"    | 40                 |
| 3  | Fränk Schleck      | Luksemburg | Team CSC              | +0.03"    | 35                 |
| 4  | Paolo Bettini      | Włochy     | Quick Step-Innergetic | + 0.06"   | 30                 |
| 5  | Davide Rebellin    | Włochy     | Gerolsteiner          | + 0.06"   | 25                 |
| 6  | Michael Boogerd    | Holandia   | Rabobank              | + 0.07"   | 20                 |
| 7  | Damiano Cunego     | Włochy     | Lampre-Fondital       | + 0.09"   | 15                 |
| 8  | Matthias Kessler   | Niemcy     | Astana                | + 0.09"   | 10                 |
| 9  | Juan José Cobo     | Hiszpania  | Saunier Duval-Prodir  | + 0.09"   | 5                  |
| 10 | Kim Kirchen        | Luksemburg | T-Mobile Team         | + 0.09"   | 2                  |

### Klasyfikacja górska
Na trasie wyścigu znajdowało się 12 premi górskich, na każdej z nich można było zdobyć 4 pkt za 1. miejsce (2 za 2. i 1 za 3). Klasyfikację górską wygrał Rémy Di Grégorio, który jechał przez większość trasy w ucieczce.
|   | Zawodnik         | Kraj      | Drużyna                | Punkty |
| - | ---------------- | --------- | ---------------------- | ------ |
| 1 | Rémy Di Grégorio | Francja   | La Française des Jeux  | 24     |
| 2 | Vasil Kiryienka  | Białoruś  | Tinkoff Credit Systems | 20     |
| 3 | Unai Etxebarria  | Wenezuela | Euskaltel - Euskadi    | 14     |